# Matthew C. Harrison

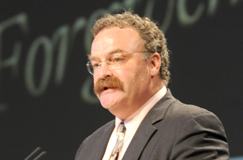
Matthew C. Harrison

Matthew Carl Harrison (* 14. März 1962) ist Präses der Lutheran Church – Missouri Synod, der zweitgrößten US-amerikanischen lutherischen Kirche mit ca. 2,4 Millionen Mitgliedern.

## Leben
Harrison erlangte seinen Collegeabschluss auf dem Morningside College, Sioux City 1984. Das anschließende Studium der Theologie absolvierte er am Concordia Theological Seminary, Fort Wayne. Nach dem Vikariat wurde er 1991 zum Amt der Kirche ordiniert. Seine Pfarrstellen führten ihn an die St. Peter’s Lutheran Church, Westgate, Iowa und in die Zion Lutheran Church, Fort Wayne, Indiana. Bis zu seiner Wahl zum leitenden Geistlichen der Lutheran Church-Missouri Synod war er seit 2001 Diakoniedirektor (Executive Direktor, LCMS World Relief/Human Care) dieser Kirche. Am 13. Juli 2010 wurde er auf der 64. Synodalversammlung der Lutheran Church-Missouri Synod zum Präses gewählt und am 11. September 2010 in sein Amt eingeführt.
| Personendaten    | Personendaten                                                              |
| ---------------- | -------------------------------------------------------------------------- |
| NAME             | Harrison, Matthew C.                                                       |
| ALTERNATIVNAMEN  | Harrison, Matthew Carl (vollständiger Name)                                |
| KURZBESCHREIBUNG | US-amerikanischer Geistlicher, Präses der Lutheran Church – Missouri Synod |
| GEBURTSDATUM     | 14. März 1962                                                              |